# Nathaniel Philbrick
Nathaniel Philbrick (né le 11 juin 1956 à Boston) est un écrivain américain, membre de la famille littéraire des Philbrick. Il remporte en 2000 le National Book Award pour son récit maritime sur le baleinier Essex : In the Heart of the Sea: The Tragedy of Whaleship Essex, adapté au cinéma en 2015 sous le titre Au cœur de l'océan par Ron Howard.